# Constituição soviética de 1924
A Constituição Soviética de 1924 legitimou o Tratado da Criação da União das Repúblicas Socialistas Soviéticas de dezembro de 1922 estabelecido entre a República Socialista Federativa Soviética Russa, a República Socialista Soviética da Ucrânia, a República Socialista Soviética da Bielorrússia e a República Socialista Federativa Soviética Transcaucasiana para formar a União das Repúblicas Socialistas Soviéticas.
Em essência, foi somente uma expansão e generalização do Tratado, com a maioria das partes principais já sendo especificadas por ele; também permitiu uma potencial expansão da URSS.
Enquanto o Tratado original possuía apenas 26 artigos, a Constituição agora tinha 72, divididos em um total de onze capítulos. Ratificada pelo Segundo Congresso dos Sovietes da União Soviética em 31 de janeiro de 1924, passou por seis edições, até ser substituída pela constituição de 1936.
Estabeleceu o Congresso dos Sovietes como o órgão supremo da autoridade do Estado, com o Comitê Executivo Central possuindo essa autoridade durante os interinos. O Comitê Executivo Central é dividido em Soviete da União, representando as repúblicas constituintes, e o Soviete das Nacionalidades, representando diretamente os interesses dos grupos de nacionalidade. O Comitê Executivo Central da União Soviética serviu como presidência coletiva. Entre as sessões do Comitê Executivo Central, o Presidium supervisionou a administração do governo. O Comitê Executivo Central também elegeu o Conselho dos Comissários do Povo, que serviu como parte executiva do governo.